# 渡邉佳美
渡邉佳美（日语：／ Watanabe Yoshimi，8月9日—），日本女性配音員。出身於東京都。KeKKe Corporation所屬。娛樂媒體綜合學院聲優學科畢業。身高154cm。A型血。

## 人物
興趣：棒球觀戰、2小時懸疑片鑑賞。特長：中音薩克斯演奏。

## 演出
粗體字表示主要角色。

### 電視動畫
2010年
- 夢色蛋糕師（女僕B）

2014年
- 金田一少年之事件簿R（十神瑪利奈）

2015年
- 銀魂'（女醫生）

2016年
- Rewrite（井上晶、志麻子、幼年天馬、天王寺幸枝）

2017年
- 奇諾之旅 -the Beautiful World- the Animated Series（年輕母親）

2018年
- 酒鬼妹子（OL1、母親）
- 龍王的工作！（焙烙和美）

2021年
- IDOLiSH7 Third BEAT!（2021年—2022年，女性藝人、女性B）2系列[注 1]
- 白金終局（記者A、觀眾3）

2022年
- 鍵等（井上晶[2]、志麻子[3]）
- 蠟筆小新（大姐姐）

### 遊戲
2007年
- 默示錄 ～慾望NEXT～

2011年
- Rewrite（志麻子[4]、井上）

2013年
- 少女戀愛革命（日语：乙女的恋革命★ラブレボ!!） 減重愛情故事（柴崎優[5]）

2015年
- 萬千回憶（日语：サウザンドメモリーズ）（桑塔利亞、奧菲莉亞、林特、羅塞塔）
- 我家公主最可愛（音盤姬 古音伊子）

2018年
- 銀魂亂舞（百華、村人〈女〉）

2020年
- 虛偽愛麗絲（2020年—2021年，奈亞拉托提普、里科）

2022年
- 哆啦A夢：牧場物語自然王國與和樂家人（日语：ドラえもん のび太の牧場物語 大自然の王国とみんなの家）（貝爾[6]）

### 廣播劇CD
- PLAYZONE ～肉食男友與快感天使～（女顧客[7]）
- 宅宅的憂鬱
- 喜歡的留到最後享用
- 溫柔男子與殘酷本性
- 寄養犬、輾轉夜1

### 外語配音

#### 電影
- 16 Wishes（英语：16 Wishes）
- 血煞狂花（英语：Avenged (2013 American film)）（佐伊〈阿曼達·愛卓恩〉）
- 鬼嫁娘（英语：The Bride (2017 film)）（奇拉〈亨麗埃特·里德沃爾德〉）
- 惡魔教室
- 至尊先生之金蟬蠱（日语：霊幻道士XI 燃えよ!九叔道士の桃剣）（小英[8]）

#### 電視影集
- 賓漢（英语：Ben Hur (miniseries)）（蒂爾扎〈克莉斯汀·克魯克〉）
- 魔幻奇緣（英语：Just Add Magic (TV series)）（潘波）

### 廣播節目
- 小森真奈美的Pop'n睡衣EYE

### 廣告
- animate（旁白）
- Moranborg（日语：モランボン）店面用（旁白）

### 活動
- 東京女孩展演 夢寶谷廣告（旁白）

## 腳註

## 外部連結
- 渡邉佳美｜KeKKe Corporation （日語）
- （日語）－渡邉佳美的官方個人部落格（2011年7月—）。
- 渡邉佳美的X（前Twitter） （日語）
- （日語）—WEB THE TELEVISION（日语：ザテレビジョン）
- （日語）—goo人名事典